# Aspicera suecica
Aspicera suecica är en stekelart som beskrevs av Dalla Torre och Jean-Jacques Kieffer 1910. Aspicera suecica ingår i släktet Aspicera, och familjen glattsteklar. Arten är reproducerande i Sverige.